# Брати Гжегожевські
Гжегожевський Євген та Гжегожевський Вадим (6 вересня 1957, с. Солобківці, Ярмолинецький район, Хмельницька область) — співаки, композитори, педагоги, лауреати обласної педагогічної премії ім. М. Смотрицького, мистецьких конкурсів і фестивалів, члени Національної всеукраїнської музичної спілки, Національної спілки журналістів України, організатори фестивалю творчих близнюків «Співучі дзеркала». Заслужені артисти України (2019).

## Життєпис
Вадим та Євген Гжегожевські народилися 6 вересня 1959 року на Хмельниччині в селі Солобківці Ярмолинецького району.
Музичну творчість родини Гжегожевських розпочав дідусь Йосип Данилович — регент та органіст Солобковецького костьолу. Батько Вадима та Євгена — Едуард Йосипович самодіяльний музикант, змалку самотужки освоїв музичну грамоту. Едуард Йосипович був першим вчителем музики для своїх дітей. Мати — Марія Петрівна — навчала синів вишивці. Вона вкладала у розмай кольорів всю душу, чому навчала і дітей.
1976 — закінчили Солобковецьку середню та Ярмолинецьку музичну школи.
З 1977—1981 — навчання в Кам'янець-Подільському державному педагогічному інституті на педагогічному факультеті. Під час навчання в інституті вокальний дует братів брав участь у фестивалях та конкурсах художньої творчості міста Кам'янець-Подільського, Хмельницької області, УРСР, СРСР, де виборював призові місця, отримував дипломи, грамоти та медалі.
1979 — присвоєно першу категорію професійного артиста.
1981 — після закінчення інституту Вадим та Євген працювали учителями музики у школах Шарівки, Правдівки, Пасічної.
1989 — Гжегожевським присвоїли вищу категорію вчителя та звання вчитель-методист.
1991 — вибороли обласну педагогічну премію ім. М. Смотрицького.
1992 — отримали відзнаку «Відмінник освіти України», як переможці районного конкурсу «Вчитель року».
У 80–90-х рр. Вадим і Євген були лідерами районних методичних об'єднань вчителів естетики, а їх досвід увійшов до збірки досягнень кращих учителів країни.
1979 — дует побував на гастролях в м. Тамбові (Росія) та брав участь у Днях культури СРСР в Польщі.
З 1996 — солісти Хмельницької державної телерадіомовної компанії.
1998 — члени асоціації естрадного мистецтва Національної всеукраїнської музичної спілки.
1999 — Вадим та Євген пішли на державну службу, очоливши відділи культури та внутрішньої політики Ярмолинецької районної державної адміністрації.
У 2000 р. працюючи на керівних посадах в районі, Вадим та Євген Гжегожевські започаткували фестиваль творчих близнюків «Співучі дзеркала», зуміли представити талант помножений на два… у дзеркальному відображені.
2011 — з ініціативи Вадима та Євгена з'явився Ярмолинецький теле-пресцентр. На посаду директора-редактора призначено Вадима, а Євген продовжив займати посаду начальника відділу культури Ярмолинецької РДА.
У 2013 р. Вадима та Євгена Гжегожевських прийняли до Національної Спілки журналістів України.

## Творчість
Як композитори, брати Гжеожевські почали творчо працювати і пропагувати свої пісні у 80-х роках, виступаючи на республіканському, обласному радіо та телебаченні, у концертах різних рівнів. Вони — лауреати республіканських, міжреспубліканських, всесоюзних конкурсів та фестивалів.

### Конкурси та фестивалі
- 1983 — Республіканський телевізійний фестиваль «Сонячні кларнети»
- 1985 — Всесоюзний фестиваль патріотичної пісні
- 1987 — фестиваль народної творчості
- 1988 — Республіканський конкурс польської пісні
- 1988 — регіональний конкурс Україна-Молдавія у Сумах
- 1989 — конкурс молодіжної пісні у Миколаєві
- 1991 — Міжреспубліканський фестиваль родинних ансамблів
- 1996 — конкурсу Всеукраїнського радіо «Пісня року–96»
- 1999 — Всеукраїнський фестиваль-конкурс «Мотив для двох сердець»
- 2002 — IV фестиваль родинних ансамблів присвячений, 10-річчю польських організацій в Україні
- 2004 — Всеукраїнський фестиваль родинної творчості «Родинні скарби України»

1980 — перший творчий вечір братів Гжегожевських в залі обласної Ради профспілок. У програмі творчого звіту перед хмельничанами звучали пісні-переможці конкурсів та фестивалів, музичні твори подільських авторів О. Беца, І. Пустового, М. Балеми, старшого брата Віталія та власні твори Гжегожевських.
1997 — творчий вечір «Ми родом із пісні» в залі обласної телерадіомовної компанії «Поділля-Центр».
У 2005 — випустили ліцензовані компакт-диск та аудіо-касету «Долі мить жадана», почали працювати солістами-вокалістами Хмельницької державної обласної філармонії, як професійні артисти вищої категорії.
2007 — творчий вечір «Мелодії родоцвіту» в залі обласної телерадіомовної компанії «Поділля-Центр».

### Видання
- Гжегожевські В. та Є. Мелодії родоцвіту: зб. пісень. — Хмельницький, 2000. — 112 с.
- Гжегожевські В. та Є. Ми родом із пісні: зб. пісень. — Ярмолинці, 1995 . — 48 с.